# Igelknoppssläktet
Igenknoppssläktet (Sparganium) är ett växtsläkte i familjen kaveldunsväxter med 15 arter. Släktet har en cirkumboreal utbredning. Släktet fördes tidigare till en egen familj, igelknoppsväxterna (Sparganiaceae), men räknas numera till kaveldunsväxterna.